# 雷恩峰
77°28′S 161°59′E / 77.467°S 161.983°E
雷恩峰（Wrenn Peak），是南極洲的山峰，位於維多利亞地，處於厄倪俄冰川源頭，屬於奧林匹斯山脈的一部分，海拔高度1,750米，現時由南極條約體系管理。